# Jan Štokr
Jan Štokr (Dačice, República Checa; 16 de enero de 1983) es un jugador profesionista de voleibol  checo. Juega como opuesto en la selección checa y en el Trentino Volley.

## Trayectoria
Comienza a jugar voleibol en patria y en la temporada 2003/2004 gana campeonato e copa de República Checa con el Odolena Voda, antes de marcharse a Italia en verano 2004 fichando por el Pallavolo Modena. Un ano después ficha por el Cagliari Volley sin embargo no llogra evitar el descenso de su equipo pese a ser entre los mejores anotadores de la regular season.
Al final de la temporada es cedido al Perugia Volley donde juega por cuatro campañas ganando su primer título europeo, la Challenge Cup. 2009/2010
En el verano 2010 ficha por el Trentino Volley ganando esa misma temporada  Liga,  Champions League y  Campeonato Mundial de Clubes.
Después de ganar  Copa de Italia y  Campeonato en la temporada 2012/2013, en verano se marcha a Rusia en el Dinamo Krasnodar. 
En junio de 2015 ficha por el KEPCO Vixtom surcoreano donde se queda por una temporada antes de regresar al Trentino Volley.

## Palmarés
- Campeonato de República Checa (1) : 2003/2004
- Copa de República Checa (1) : 2003/2004
- Challenge Cup (1) : 2009/2010
- Campeonato de Italia (2) : 2010/2011, 2012/2013
- Copa de Italia (2) : 2011/2012, 2012/2013
- Supercopa de Italia (1) : 2011
- Champions League (1): 2010/2011
- Campeonato Mundial de Clubes (3) :  2010,  2011,  2012